# Cimetière militaire allemand de Neuville-Saint-Vaast
Pour un article plus général, voir Sites funéraires et mémoriels de la Première Guerre mondiale (Front Ouest).
Le cimetière militaire allemand de Neuville-St Vaast (Deutscher Soldatenfriedhof Neuville-Saint-Vaast) est un cimetière militaire de la Première Guerre mondiale situé dans la commune de Neuville-Saint-Vaast, près d'Arras dans le Nord-Pas-de-Calais.

## Architecture
C'est le plus grand cimetière allemand en France, contenant 44 833 sépultures de soldats allemands,. Un monument commémoratif d'un régiment de Hanovre a été transféré vers le cimetière.
Dans les années suivant 1970, on a remplacé les croix funéraires simples par des croix en métal. Les 129 tombes des soldats juifs sont indiquées avec des pierres commémoratives portant des caractères hébraïques. Le cimetière comprend 29 carrés de tombes. Sur chaque côté des croix funéraires se trouvent deux noms de soldats tombés. Dans une niche de la halle d'entrée se trouvent, pour les visiteurs, un livre avec les noms des soldats tombés et un livre d'hôtes.

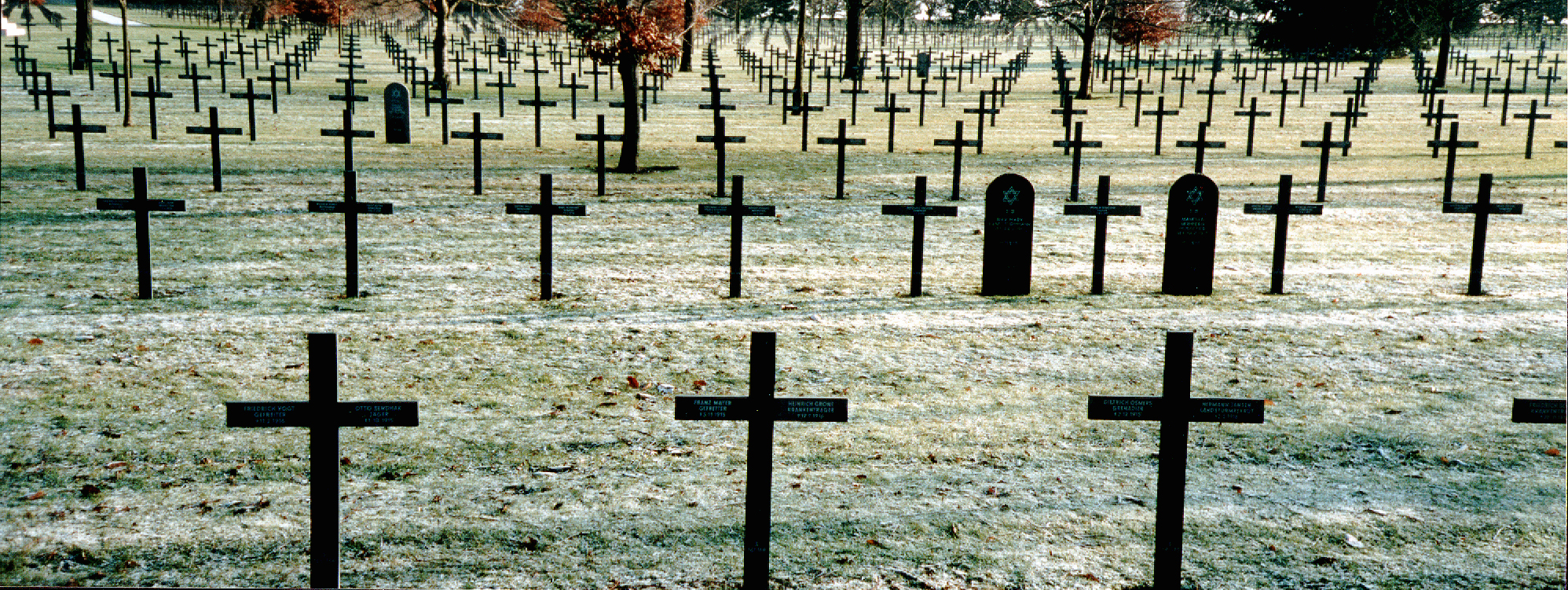
Vue panoramique du cimetière.

## Les morts
Les soldats tombés étaient membres de plus de 100 régiments différents et d'autres unités comme l'infanterie, l'artillerie, les sapeurs, les aviateurs, les mouilleurs de mines, etc. Ils venaient de toutes les provinces de l'Allemagne de ce temps-là.

## Autres cimetières militaires
Dans la région Nord-Pas-de-Calais, il y a plus de 700 cimetières militaires de toutes les nations participant à la guerre. Les principaux cimetières allemands étant (par ordre alphabétique) :
- Billy-Montigny (2 511) ;
- Cimetière militaire allemand de Carvin (6 113) ;
- Courrières (2 214) ;
- Dourges (2 988) ;
- Lens - Sallaumines (15 646 + 2) ;
- Oignies (727 Allemands + 1 342 Français + 25 Russes) ;
- Rumaucourt (2 616 + 2) ;
- Sailly-sur-la-Lys (5 496) ;
- Saint-Laurent-Blangy (31 339).

Sources
1. ↑  (de) Bernhard Schulz : Kreuze des Krieges. (en français : Les croix de la guerre.), Tagesspiegel, 24 mars 2013, p. R 4.
2. ↑  (de) Site web Commission allemande des cimetières militaires (Kriegsgräberstätten)